# Four Gotes
Four Gotes is een dorp in het Engelse graafschap Cambridgeshire. Het dorp ligt in het district Fenland en telt ca. 80 inwoners.